# Subpterynotus
Subpterynotus is een geslacht van weekdieren uit de klasse van de Gastropoda (slakken).

## Soorten
- Subpterynotus exquisitus (G. B. Sowerby III, 1904)
- Subpterynotus tatei (Verco, 1895)